# Blanca Ester Valderas Garrido
Blanca Ester Valderas Garrido fue una activista y política chilena militante del Partido Socialista de Chile. Llegó a ser la primera alcaldesa de la comuna Puyehue. Tras el golpe de Estado acaecido en 1973 sufrió un intento de asesinato por parte de agentes del estado del que salió ilesa.

## Biografía
Blanca Valderas nació en una pequeña localidad rural de Osorno en 1937. Su trayectoria política se vio marcada por el gobierno de Salvador Allende, quien la nombró alcaldesa de la comuna de Entre Lagos, hoy conocida como Puyehue. Durante su mandato, estableció la orgánica municipal que rige en la actualidad, además trabajó para mejorar las condiciones de vida de los habitantes de su comuna, especialmente los campesinos y trabajadores agrícolas. Luchó por la redistribución de la tierra y la promoción de programas de desarrollo que beneficiaran a los sectores más desfavorecidos de la sociedad.
La llegada al poder de Augusto Pinochet mediante el golpe de Estado militar de 1973 marcarían un antes y un después en su vida. Junto a su esposo Joel Fierro, fue arrestada de noche el 17 de septiembre de 1973 y llevada al puente colgante sobre el Río Pilmaiquen, donde se les ejecutó de manera brutal y sus cuerpos fueron arrojados al río. En un acto de suerte , el arma de su verdugo se trabó . Blanca logró sobrevivir nadando hasta la orilla, donde comenzaría una nueva etapa de su vida marcada por la clandestinidad.
Durante años, Blanca vivió en la clandestinidad, participando en movimientos de resistencia, organizando protestas y exigiendo verdad y justicia para las víctimas de la dictadura. Su lucha por los derechos humanos la convirtieron en un símbolo para muchos chilenos que se encontraban oprimidos bajo el régimen de Augusto Pinochet.
No fue sino hasta la recuperación de la democracia en Chile que Blanca Valderas pudo salir de la clandestinidad y reunirse nuevamente con sus hijos. A pesar de las heridas emocionales y físicas que había sufrido, participó en comisiones de verdad y reconciliación, brindando testimonio sobre las atrocidades cometidas y exigiendo el castigo de los responsables.
La vida de Blanca Valderas llegó a su fin e 20 de diciembre de 2014 en la ciudad de Temuco.